# Anomaly (álbum de Lecrae)
Anomaly é o sétimo álbum de estúdio do rapper norte-americano Lecrae, lançado a 9 de Setembro de 2014 através da Reach Records. O disco estreou na primeira posição da tabela musical Billboard 200, com 88 mil unidades vendidas na semana de estreia.

## Desempenho nas tabelas musicais

### Posições
| Tabela musical (2014)                         | Melhor posição |
| --------------------------------------------- | -------------- |
| Canadá - Canadian Albums                      | 16             |
| Estados Unidos - Billboard 200                | 1              |
| Estados Unidos - Billboard Christian Albums   | 1              |
| Estados Unidos - Billboard Gospel Albums      | 1              |
| Estados Unidos - Billboard Independent Albums | 1              |
| Estados Unidos - Billboard Rap Albums         | 1              |
| Estados Unidos - Billboard Tastemaker Albums  | 2              |
| Reino Unido - UK Independent Albums           | 37             |